# Eduard del Regne Unit (duc de York)
Eduard del Regne Unit, duc de York (Norfolk House (Norfolk) 1739 - Mònaco 1767). Príncep del Regne Unit amb el tractament d'altesa reial que el 1760 fou creat duc de York i d'Albany i comte de l'Ulster pel seu avi, el rei Jordi II del Regne Unit.
Nascut a Norfolk House, al comtat de Norfolk el dia 14 de març de l'any 1739 essent fill del príncep Frederic del Regne Unit i de la duquessa Augusta de Saxònia-Gotha. Per via paterna era net del rei Jordi II del Regne Unit i de la marcgravina Carolina de Brandenburg-Ansbach i per via materna del duc Frederic II de Saxònia-Gotha-Altenburg i de la princesa Magdalena Augusta d'Anhalt-Zerbst.
L'any 1760 fou creat duc de York i d'Albany pel rei Jordi II del Regne Unit. Alhora, des del 25 d'octubre de 1760 amb la mort de Jordi II del Regne Unit i el 12 d'agost de 1762 amb el naixement del futur Jordi IV del Regne Unit fou considerat hereu al tron anglès.
A mitjans de 1767 durant una travessia marítima des del port de Gènova, el duc de York se sentí malament i s'ordenà a la nau entrar i parar al port de Mònaco. Tot i l'atenció prestada pel príncep Honoré III de Mònaco, el duc de York morí al Palau dels Grimaldi el dia 17 de setembre del mateix any. Fou enterrat a l'Abadia de Westminster.